# Kungliga och Hvitfeldtska stiftelsen

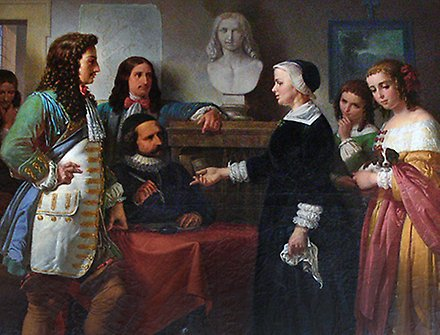
Margareta Huitfeldt testamenterar och grundar 1664 Kungl. och Hvitfeldtska stiftelsen.

Kungliga och Hvitfeldtska stiftelsen (Hvitfeldtska stipendiestiftelsen) är en svensk allmännyttig stiftelse som grundades av Margareta Huitfeldt den 22 januari 1664 med stöd av Karl XI:s brev den 25 oktober och den 26 november 1694.
Stiftelsen har till ändamål att dels dela ut stipendier till elever i gymnasier i förutvarande Göteborgs och Bohus län och till studerande vid universitet och högskolor i Sverige, dels lämna understöd för vetenskaplig och pedagogisk verksamhet.

## Historik
Margareta Huitfeldt donerade genom ett testamente den 22 januari 1664 till åminnelse av sonen Ivar Dyre. Natten till 11 augusti 1663 skrev Ivar ett brev till modern bad henne att: "...stifte en Del af sit Gods eller en Summa Penge, saa meget hon selv vilde, hvoraf Renten aarlig kunde gives fattige Skolebørn og studerende Ungdom i Baahuslen, hende og hannem til en evig Ihukommelse".
Donationen omfattade bland annat godsen Sundsby i Valla och Åby i Tossene socken jämte underlydande avelsgårdar, hemman, lägenheter och fiskelägen i Bohuslän. Hemmanen utgjorde något över 141 mantal. Med ärftlig åborätt innehades 680 brukningsdelar i hemman och torp, medan 2 296 strandtomter i fiskelägena var upplåtna med livstids besittningsrätt. Donationen skulle möjliggöra en skolgång för 30 elever per år i ett gymnasium i Göteborg, samt ett stipendium åt enskilda personer och understöd till vetenskaplig forskning. Donationsgodset och dess användning ställdes enligt testamentet (av den 22 januari 1664) under Kungl. Maj:ts beskydd. Fondens ursprungliga namn blev "Kungl. och Hvitfeldtska stipendieinrättningen". Stiftelsens officiella namn är Kungl och Hvitfeldtska stiftelsen med organisationsnummer 857200-9481.

## Innehav
Kungliga och Hvitfeldtska stiftelsens förmögenhet uppgick den 30 juni 2017 till 247,5 miljoner kronor. Stiftelsen delar ut cirka 5 miljoner kronor om året i stipendier och anslag.

## Styrelseledamöter
Kungliga och Hvitfeldtska stiftelsens styrelse utgörs i maj 2019 av landshövding Anders Danielsson, ordförande, professor Mattias Goksör, biskop Susanne Rappmann, lagman Johan Kvart, gymnasieområdeschefen Mikael O Karlsson och direktör Hans Ljungkvist. Styrelsen är samtidigt styrelse för Gustaf Schillers stipendiestiftelse.